# Anairetes
Anairetes är ett fågelsläkte i familjen tyranner inom ordningen tättingar: Släktet omfattar här sex arter som förekommer i Sydamerika från södra Colombia till Eldslandet samt på Robinson Crusoe-ön i Juan Fernandez-öarna:
- Svarttofsad mestyrann (A. nigrocristatus)
- Svartvittofsad mestyrann (A. reguloides)
- Gråbröstad mestyrann (A. alpinus)
- Gulnäbbad mestyrann (A. flavirostris)
- Gulögd mestyrann (A. parulus)
- Robinsoncrusoemestyrann (A. fernandezianus)